# Nové Hrady, Ústí nad Orlicí
Nové Hrady là một làng thuộc huyện Ústí nad Orlicí, vùng Pardubický, Cộng hòa Séc.